# Corythucha gossypii
Corythucha gossypii är en insektsart som först beskrevs av Fabricius 1794.  Corythucha gossypii ingår i släktet Corythucha och familjen nätskinnbaggar. Inga underarter finns listade i Catalogue of Life.

## Bildgalleri

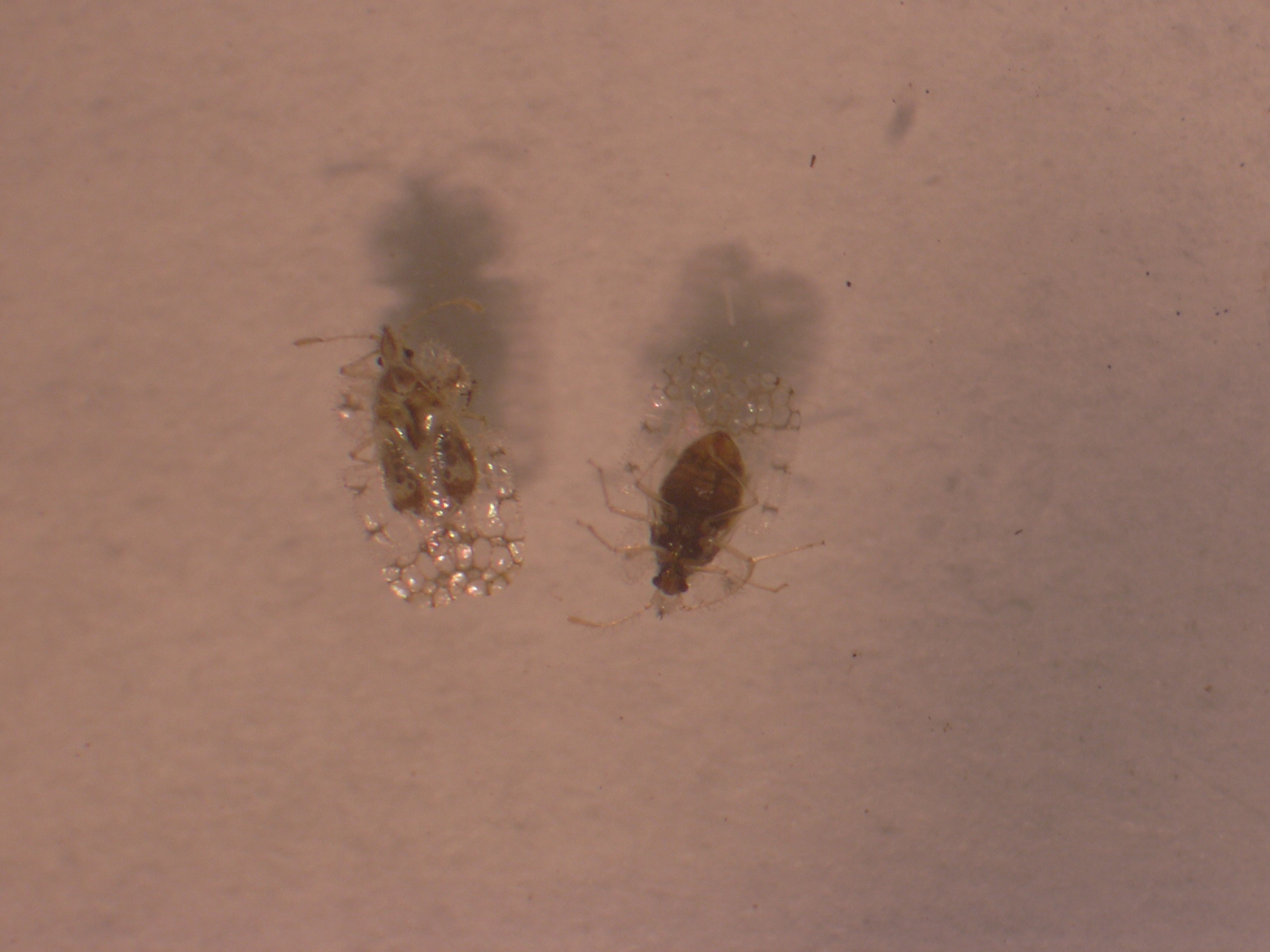
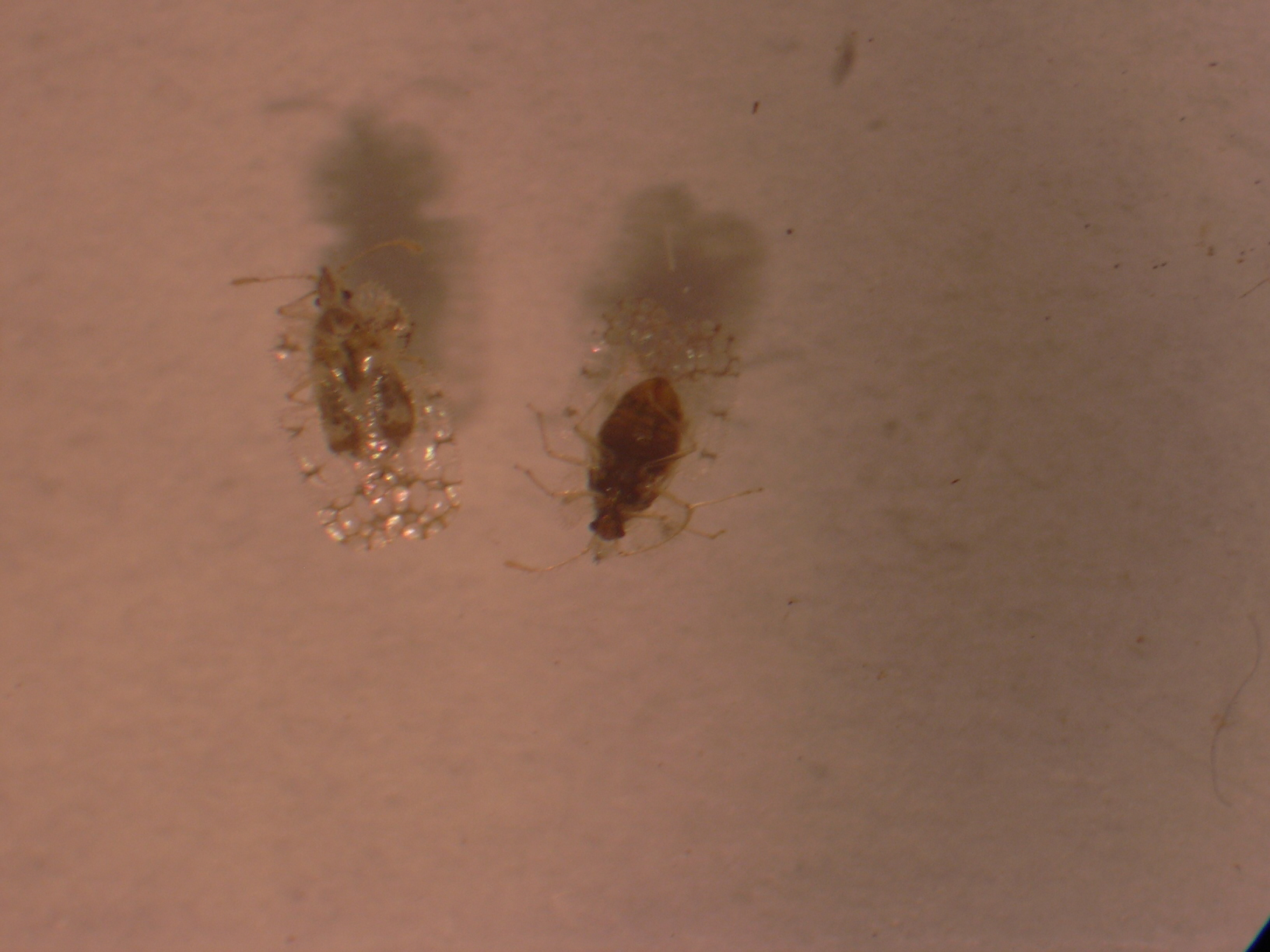
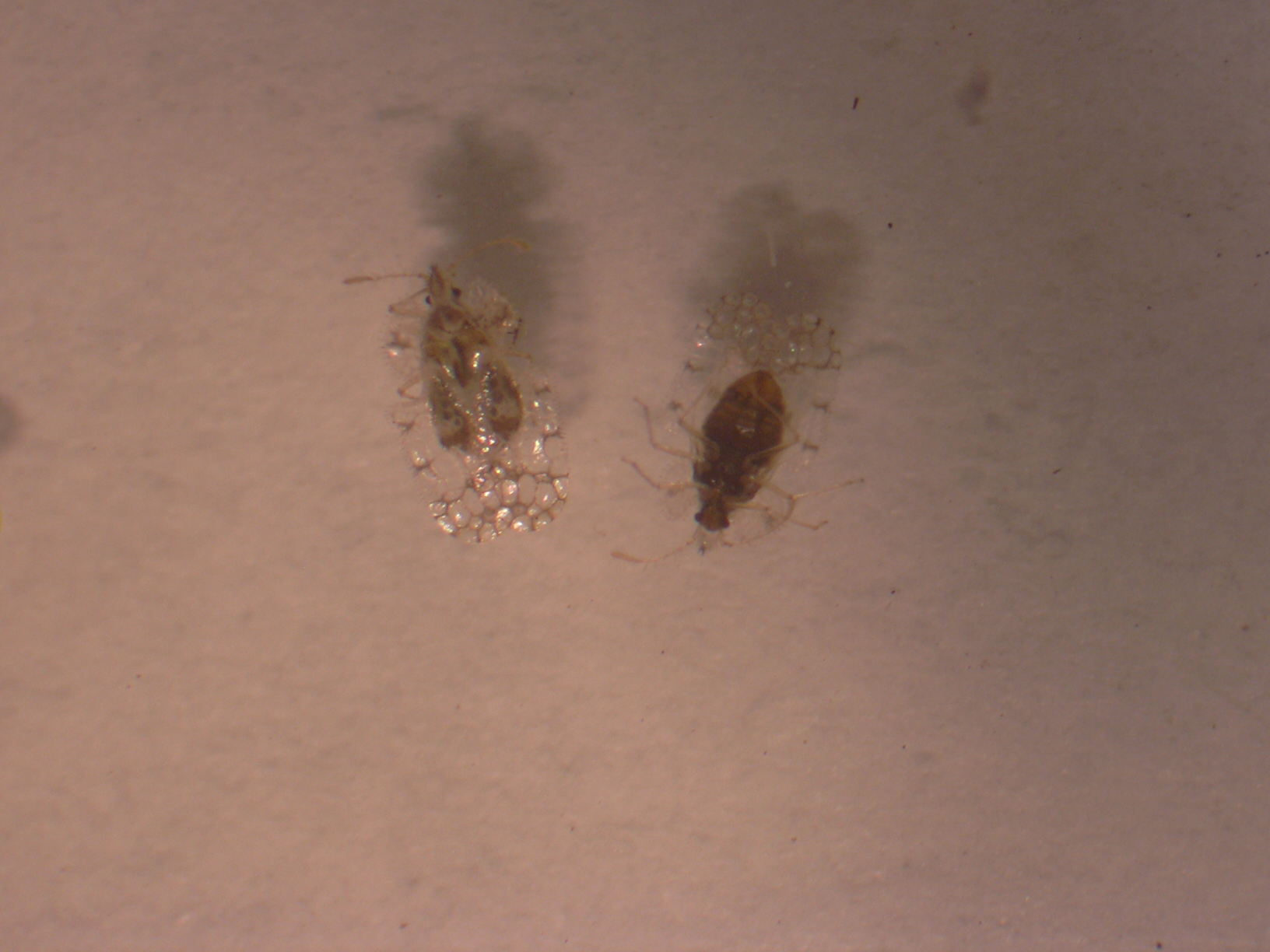
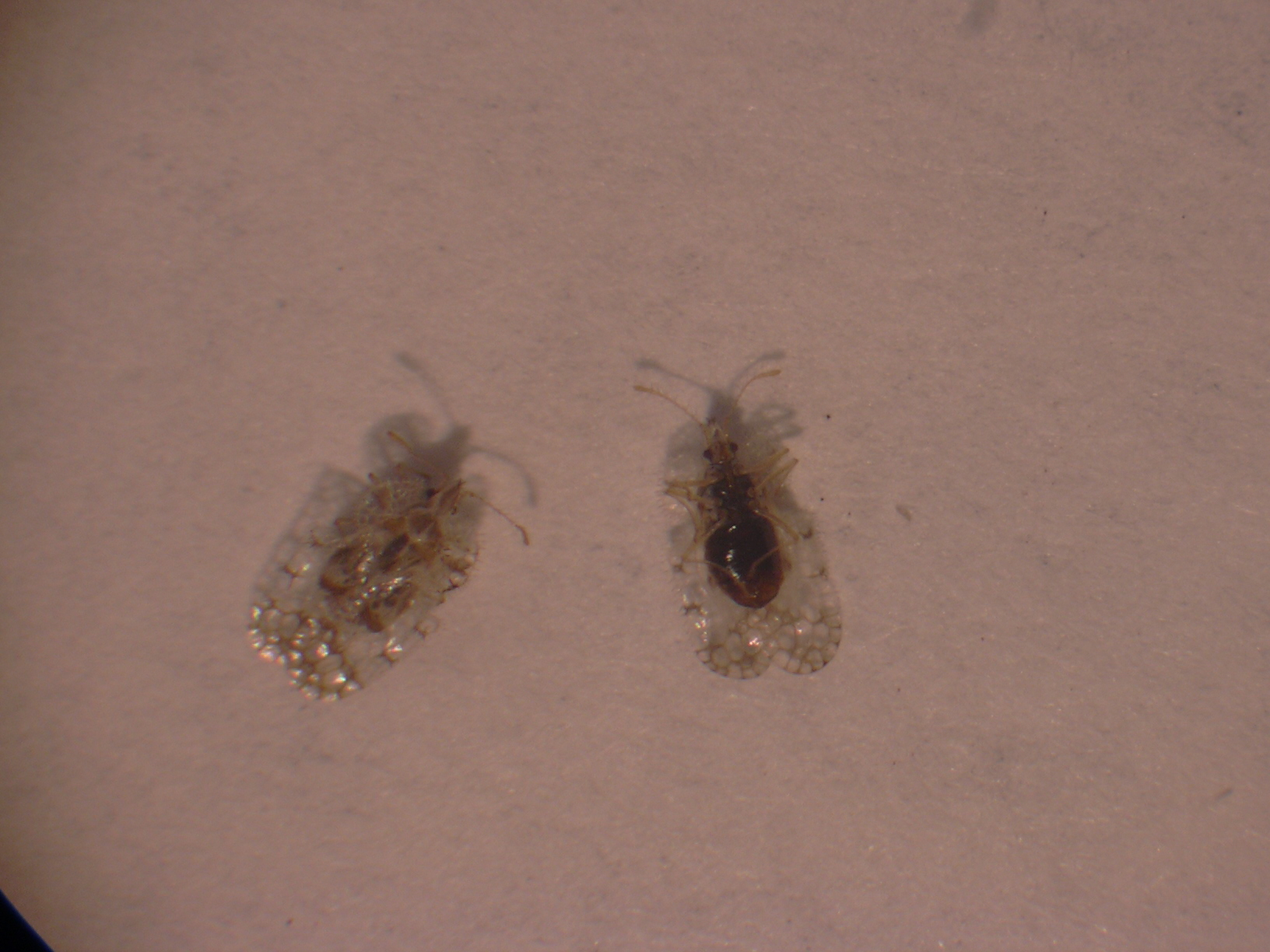
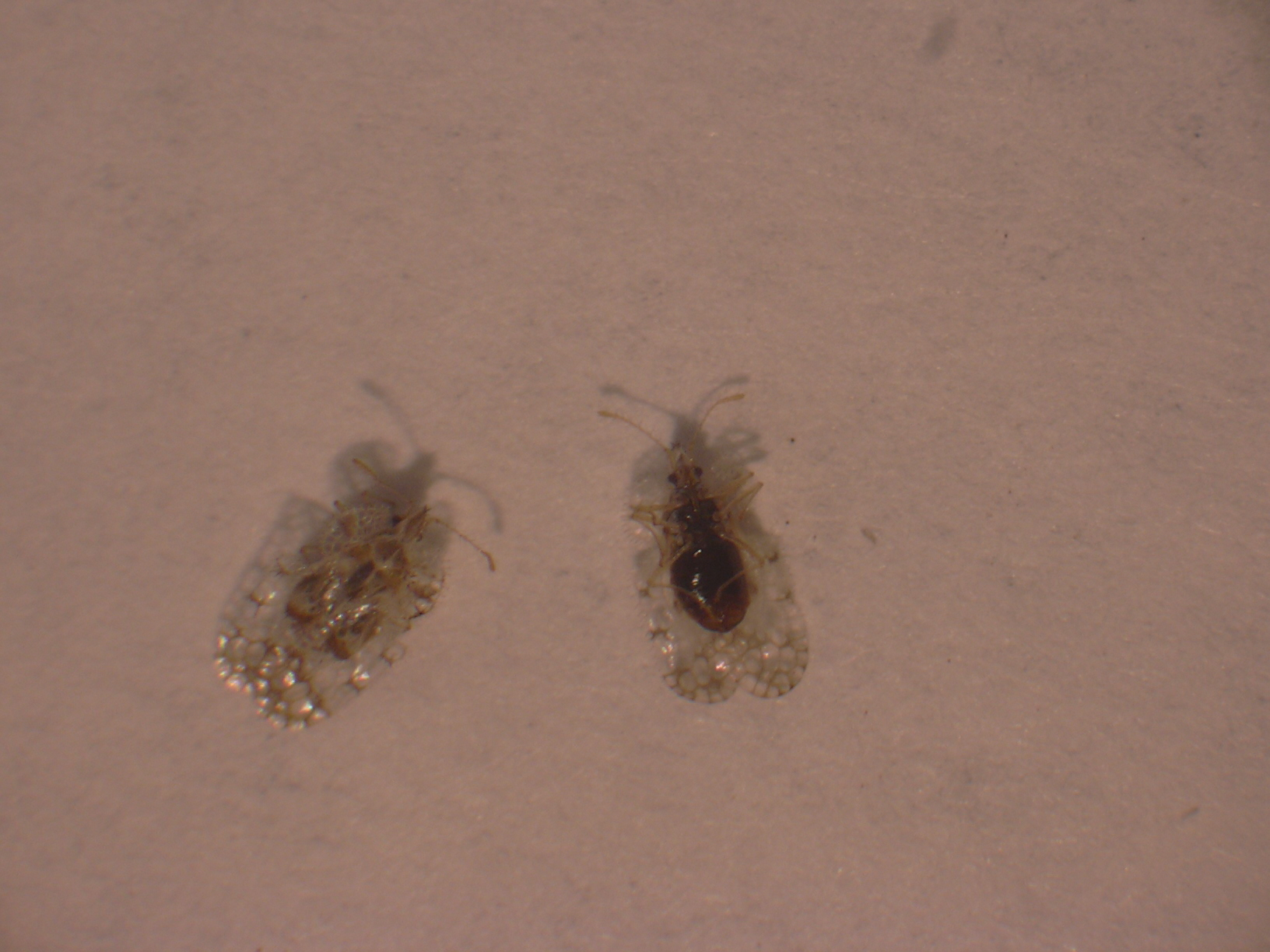
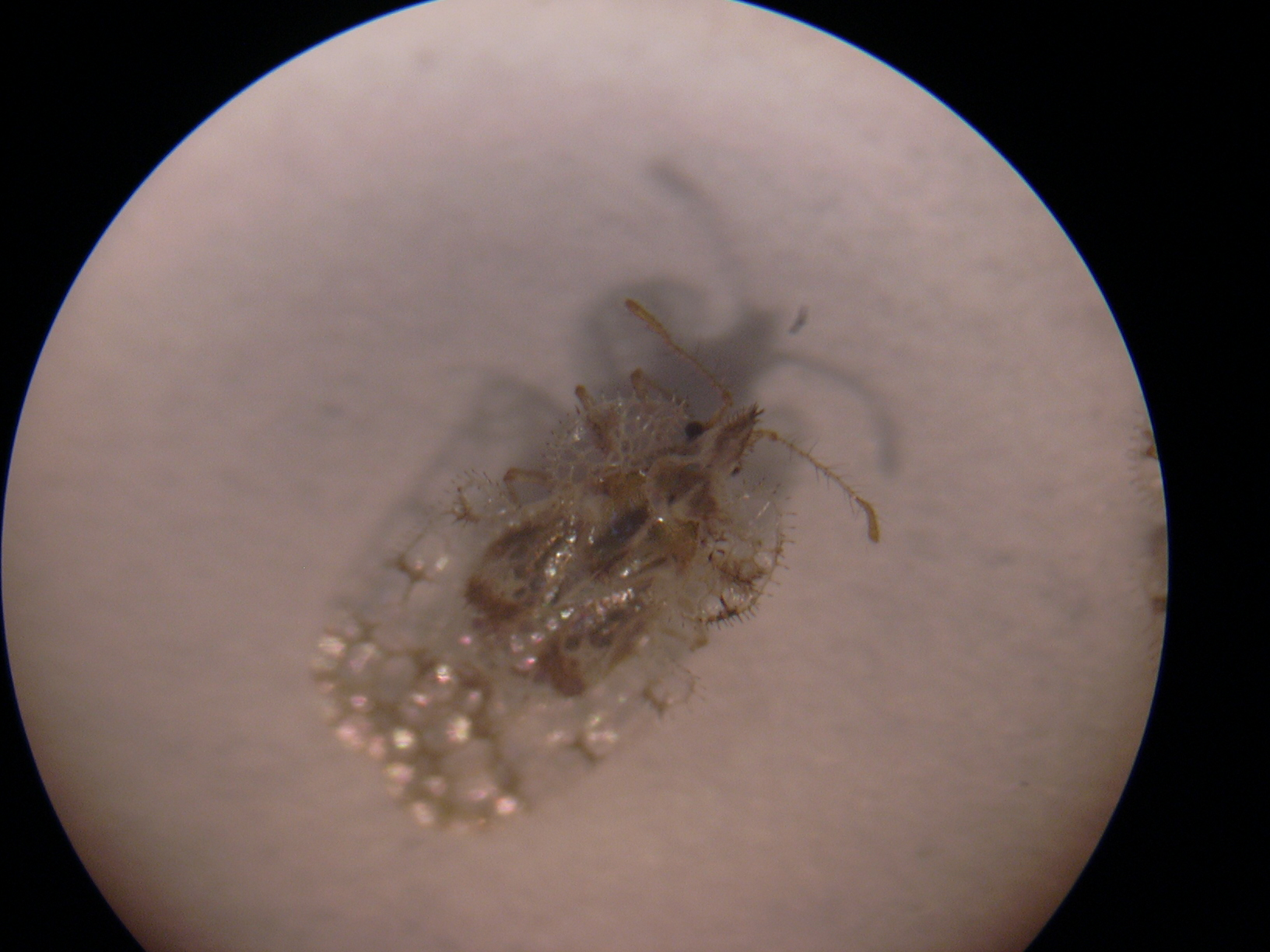